# باشکیم فینو
باشکیم فینو (انگلیسی: Bashkim Fino؛ زادهٔ ۱۲ اکتبر ۱۹۶۲ – درگذشته ۲۹ مارس ۲۰۲۱) یک سیاستمدار سوسیالیست اهل آلبانی بود که به عنوان بیست و نهمین نخست‌وزیر آلبانی به کشورش خدمت کرد.
فینو تحصیلاتش را در رشته اقتصاد در تیرانا و ایالات متحده به پایان رساند. پس از این، او به عنوان یک اقتصاددان در گیروکاستر مشغول کار شد و در ۱۹۹۲شهردار آن شهر گردید. وی متأهل و دارای دو فرزند بود.
در ۱۱ مارس ۱۹۹۷، رئیس حزب دموکرات، سالی بریشا، فینو را که عضو حزب مخالف یعنی حزب سوسیالیست آلبانی بود را به عنوان نخست‌وزیر منصوب کرد تا بتواند دولت وحدت ملی را رهبری کند. این امر پس از آن رخ داد که شورش بر سر فروپاشی چندین راهکار منجر به از دست رفتن کنترل بیشتر کشور توسط دولت شد. فینو در انتخابات ۱۹۹۷به نخست‌وزیری رسید. او قبل از کناره‌گیری از سمت خود در حزب سوسیالیست اکثریت زیادی به دست آورد و رهبر حزبش فاتوس نانو جانشین وی شد.
فینو در ۲۹ مارس ۲۰۲۱ به دلیل ابتلاء به کووید ۱۹ درگذشت.